# 4e Queens
Circonscription électorale provinciale du Canada
4e Queens était une circonscription électorale dans la province canadienne de l'Île-du-Prince-Édouard, qui élisait deux membres à l'Assemblée législative de l'Île-du-Prince-Édouard de 1873 à 1996.

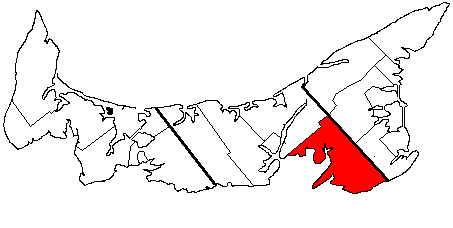
Carte démontrant la circonscription électorale de 4e Queens

Le district contenait la partie sud-est du comté de Queens.

## Membre de l'Assemblée législative

### Deux membres de 1873 à 1893
|  | Années    | Membre             | Parti        |
|  | --------- | ------------------ | ------------ |
|  | 1873-1873 | David Laird        |              |
|  | 1873-1879 | William Welsh      | Libéral      |
|  | 1879-1883 | James Nicholson    | Conservateur |
|  | 1883-1890 | Donald C. Martin   | Libéral      |
|  | 1890-1893 | Hector C. McDonald | Libéral      |

|  | Années    | Membre            | Parti        |
|  | --------- | ----------------- | ------------ |
|  | 1873-1876 | Ben Davis         | Libéral      |
|  | 1876-1879 | John F. Robertson |              |
|  | 1879-1883 | Donald Montgomery |              |
|  | 1883-1884 | A. D. MacMillian  |              |
|  | 1884-1886 | Alex Martin       | Conservateur |
|  | 1886-1893 | George Forbes     | Libéral      |

### Deux membres (député et conseiller) de 1893 à 1996

#### Député
|  | Années    | Membre             | Parti        |
|  | --------- | ------------------ | ------------ |
|  | 1893-1899 | Hector C. McDonald | Libéral      |
|  | 1899-1900 | Angus A. MacLean   |              |
|  | 1900-1912 | David P. Irving    | Libéral      |
|  | 1912-1919 | John S. Martin     | Conservateur |
|  | 1919-1927 | James C. Irving    | Libéral      |
|  | 1927-1935 | James J. Larabee   | Libéral      |
|  | 1935-1959 | Dougald MacKinnon  | Libéral      |
|  | 1959-1974 | J. Stewart Ross    | Libéral      |
|  | 1974-1976 | Vernon MacIntyre   | Conservateur |
|  | 1976-1982 | John Angus MacLean | Conservateur |
|  | 1982-1989 | Wilbur MacDonald   | Conservateur |
|  | 1989-1996 | Alan Buchanan      | Libéral      |

#### Conseiller
|  | Années    | Membre                    | Parti        |
|  | --------- | ------------------------- | ------------ |
|  | 1893-1904 | George Forbes             | Libéral      |
|  | 1904-1911 | Francis Longworth Haszard | Libéral      |
|  | 1911-1915 | Alexander McPhail         | Conservateur |
|  | 1915-1919 | George Forbes             | Libéral      |
|  | 1919-1923 | Frederick J. Nash         | Libéral      |
|  | 1923-1927 | Shaw McMillan             | Conservateur |
|  | 1927-1928 | George S. Inman           | Libéral      |
|  | 1928-1935 | Callum J. Bruce           | Libéral      |
|  | 1935-1953 | John Walter Jones         | Libéral      |
|  | 1953-1970 | Harold P. Smith           | Libéral      |
|  | 1970-1986 | Daniel Compton            | Conservateur |
|  | 1986-1996 | Lynwood MacPherson        | Libéral      |